# Tlayahualco, Xalpatláhuac
Tlayahualco är en ort i Mexiko.   Den ligger i kommunen Xalpatláhuac och delstaten Guerrero, i den sydöstra delen av landet, 230 km söder om huvudstaden Mexico City. Tlayahualco ligger 1 151 meter över havet och antalet invånare är 176.
Terrängen runt Tlayahualco är huvudsakligen kuperad. Tlayahualco ligger nere i en dal. Runt Tlayahualco är det ganska tätbefolkat, med 56 invånare per kvadratkilometer. Närmaste större samhälle är Tlapa de Comonfort, 8,8 km nordväst om Tlayahualco. I omgivningarna runt Tlayahualco växer huvudsakligen savannskog.